# 廈門街
廈門街（英語：Amoy Street），是位於香港香港島灣仔區灣仔的一條道路。廈門街連接皇后大道東及莊士敦道，西面為汕頭街，東面則為利東街。
廈門街全長約100米，平坦直路。本來只有北面莊士敦道出口通車，南面接皇后大道處為梯級，形成死胡同，車輛不能通過。但由於鄰近的利東街於2010年代重建後不再通車，當局將原有梯級改成單線行車道，讓車輛可由莊士敦道轉入皇后大道東，大約於2016年至2017年間通車。

## 歷史
廈門街多為舊樓，但不少已於戰後重建。廈門街一帶在1900年初莊士敦道建成電車路前，為碼頭及倉庫。該街道是以當時貨物運往的南中國口岸而名。

## 圖片

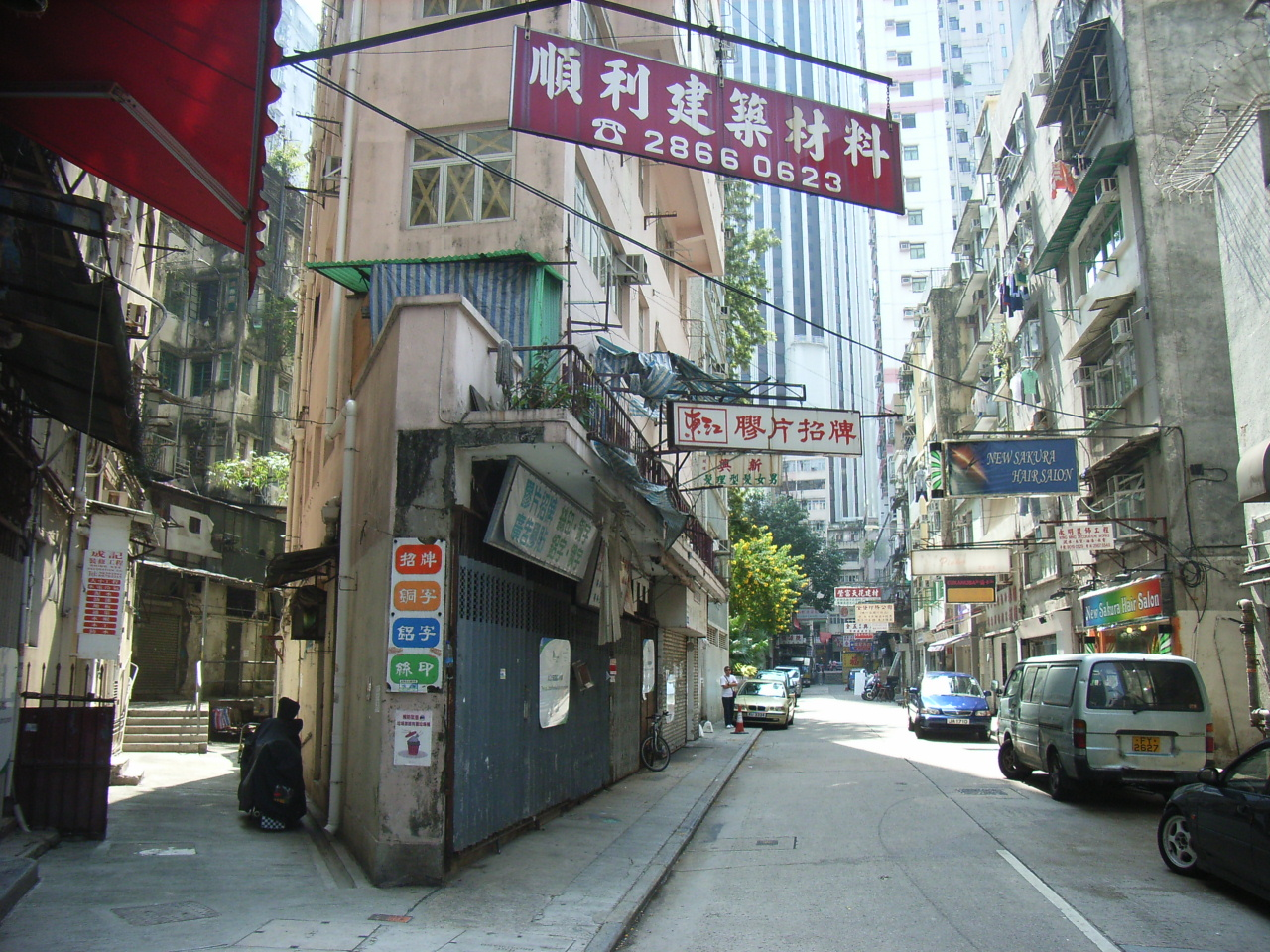
2006年廈門街內的東面開支有一小巷，入無名的後行，地舖以經營五金工程及二手維修為主，舊街風景
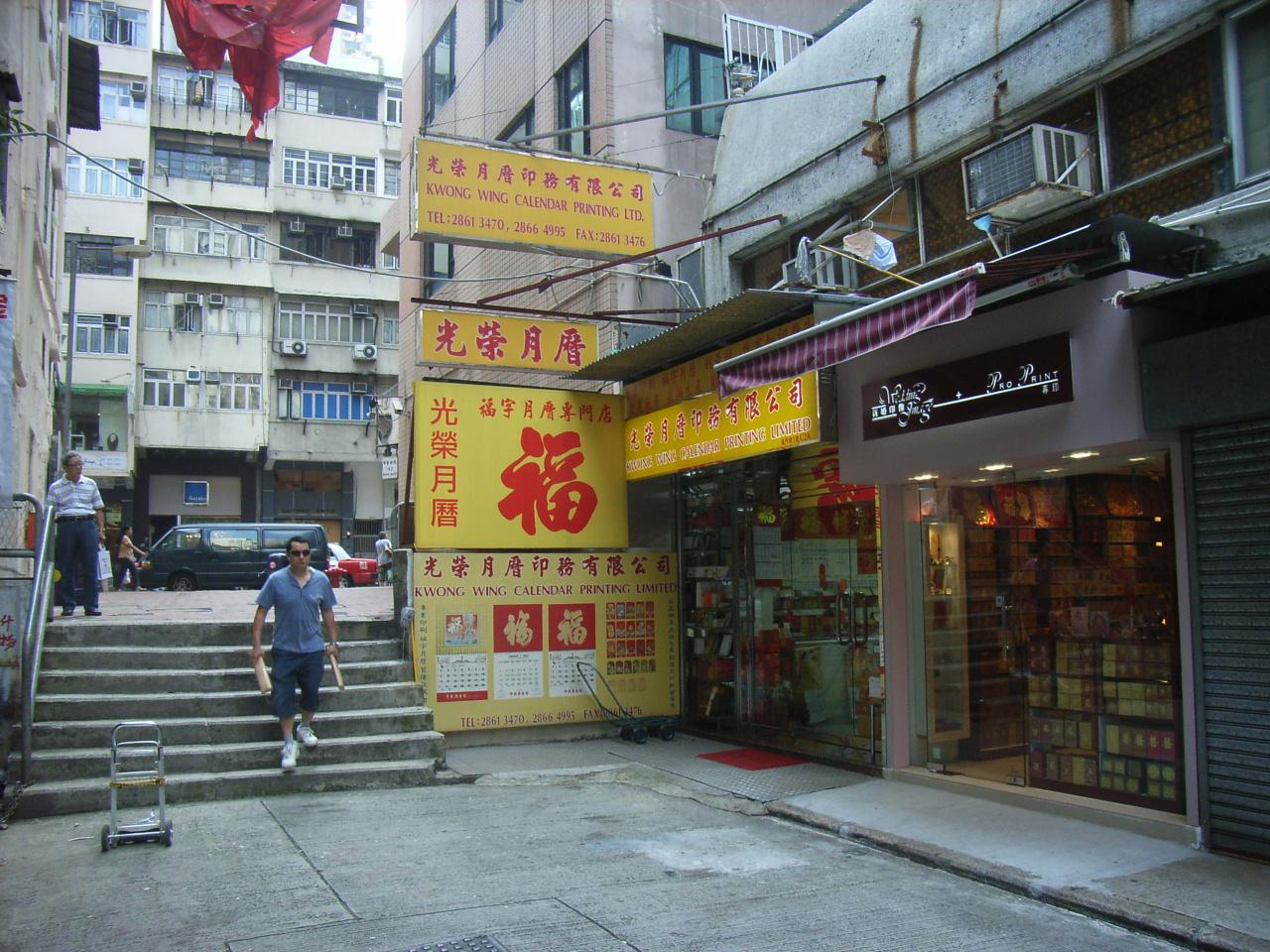
廈門街南端有兩間印刷公司（2006年），可見改建成單線行車道前的梯級
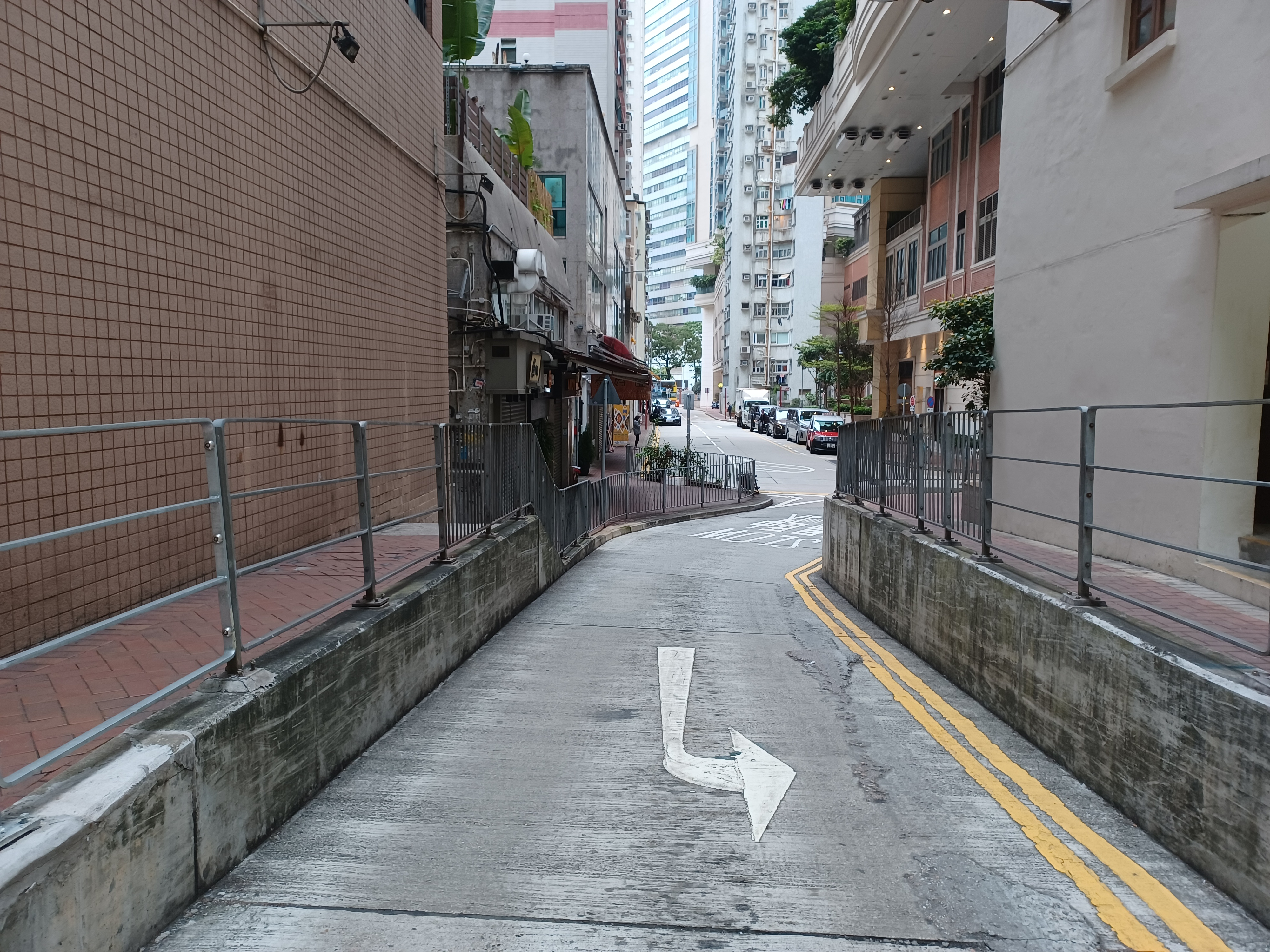
廈門街南端由梯級改建成的單線行車道（2022年2月）
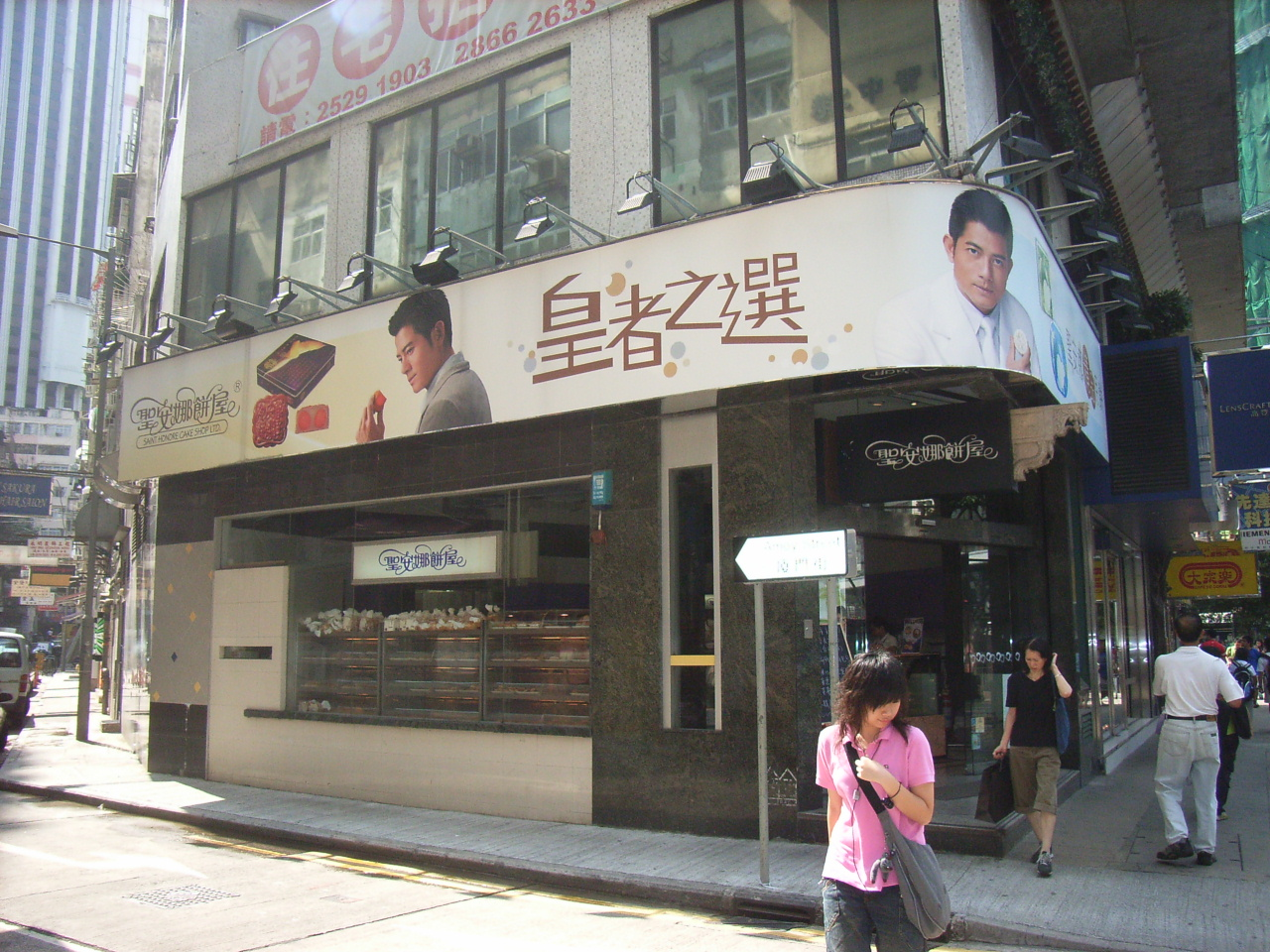
廈門街的北面街口有聖安娜餅屋。此處原建築的四樓於清末時曾為革命黨人馮自由住宅，曾在此縫製青天白日旗。

## 外部連結
维基共享资源上的相關多媒體資源：廈門街